# آلاووا
آلاووا (به لاتین: Alawwa) یک منطقهٔ مسکونی در سری‌لانکا است که در کورونیگالا واقع شده‌است.